# Zofia Libiszowska
Zofia Maria Libiszowska z domu Gołuchowska (ur. 18 lutego 1918 w Krakowie, zm. 6 marca 2000 w Łodzi) – polska historyk, profesor Uniwersytetu Łódzkiego.

## Życiorys
Była córką Wojciecha Agenora Gołuchowskiego (wojewody lwowskiego, senatora II RP) i Zofii z Baworowskich, wnuczką Agenora Gołuchowskiego, galicyjskiego polityka konserwatywnego, ministra spraw zagranicznych Austro-Węgier.
Od 1936 studiowała historię na Uniwersytecie Jana Kazimierza we Lwowie, gdzie jej mistrzem był Ludwik Kolankowski. W 1940 znalazła się w Warszawie, gdzie podjęła pracę w Bibliotece Ordynacji Zamoyskiej. Kontynuowała też studia historyczne na Tajnym Uniwersytecie Warszawskim, w lipcu 1942 złożyła egzamin dyplomowy i obroniła pracę magisterską pt. Tomasz Zamoyski, wojewoda kijowski (1619–1629). W czerwcu 1943 poślubiła Stefana Libiszowskiego i przeniosła się do Opoczna, gdzie przebywała do końca okupacji. Od maja 1945 związana z Uniwersytetem Łódzkim, początkowo jako młodszy asystent w Katedrze Historii Polski kierowanej przez Kolankowskiego. W 1950 obroniła przygotowaną pod kierunkiem Józefa Dutkiewicza rozprawę doktorską poświęconą Ludwice Marii Gonzadze. W 1956 habilitowała się i otrzymała stanowisko docenta, w 1973 została profesorem UŁ, w 1980 uzyskała profesurę zwyczajną. Była m.in. dziekanem Wydziału Filozoficzno-Historycznego w latach 1984–1987. W 1987 przeszła na emeryturę. Gościnnie wykładała m.in. na uniwersytetach w Grenoble, Lyonie, Paryżu. W latach 1964–1977 pełniła funkcję prezesa Oddziału Łódzkiego Polskiego Towarzystwa Historycznego, była także członkiem Zarządu Głównego PTH (w 1991 została członkiem honorowym tego towarzystwa). Od 1980 roku wchodziła w skład Komitetu Nauk Historycznych Polskiej Akademii Nauk. Została odznaczona m.in.  Krzyżem Oficerskim Orderu Odrodzenia Polski, Medalem KEN, Medalem 40-lecia Polski Ludowej, a w 1971 Złotą Odznaką ZNP.
Była specjalistką w zakresie historii powszechnej XVIII wieku. Przedmiot jej badań stanowiły dzieje Anglii, Francji i Stanów Zjednoczonych oraz historia osiemnastowiecznej dyplomacji. Pochowana na cmentarzu komunalnym na Dołach w Łodzi (kwatera XX, rząd 6, grób 8).
Jej uczniem był m.in. Jerzy Grobis.

## Wybrane publikacje
- Opinia polska wobec rewolucji amerykańskiej w XVIII wieku (1962)
- Misja polska w Londynie w latach 1769-1795 (1966)
- Życie polskie w Londynie w XVIII wieku (1972)
- Francja Encyklopedystów (1973)
- Tomasz Paine, obrońca praw człowieka (1976)
- Żołnierz Wolności. La Fayette (1978)
- Tomasz Jefferson (1984)
- Ludwik XV (1997)[7]